# Benny Lévy
Benny Lévy (również znany jako Pierre Victor, ur. 28 sierpnia 1945 w Kairze, zm. 15 października 2003 w Jerozolimie) – filozof i pisarz francuski pochodzenia żydowskiego.

## Życiorys
Absolwent paryskiej École normale supérieure, zaangażowany w lewicowy ruchy młodzieżowe aktywne wokół wydarzeń w maju 1968 we Francji, Lévy został sekretarzem Sartre’a we wrześniu 1974, i był nim do śmierci egzystencjalisty w 1980. Wydał on wtedy notatki z rozmów z Sartrem, które stały się kontrowersyjne ze względu na to, że sugerowały zwrócenie się francuskiego filozofa ku religii. W tym okresie sam Lévy zajął się studiowaniem Tory, Talmudu i stał się bardzo bliski judaizmowi. Ostatnie lata życia spędził w Jerozolimie, gdzie kierował Instytutem studiów nad Levinasem (założonym wraz z A. Finkielkrautem i B.-H. Lévym).
Zmarł na zawał serca.